# Thập niên 540
Thập niên 540 hay thập kỷ 540 chỉ đến những năm từ 540 đến 549.